# Reichsvereinigung Eisen
Die Reichsvereinigung Eisen (Abkz. RVE) war ein am 29. Mai 1942 per Anordnung gegründeter Lenkungsverband der Eisen- und Stahlindustrie im Dritten Reich.

## Leitung
| Jahr | Mill t |
| ---- | ------ |
| 1937 | 19,85  |
| 1938 | 23,3   |
| 1939 | 23,7   |
| 1940 | 21,5   |
| 1941 | 26,6   |
| 1942 | 27,1   |
| 1943 | 30,6   |
| 1944 | 25,85  |

Folgende Personen leiteten die RVE:
- Hermann Röchling (Vorsitzender)
- Alfried Krupp von Bohlen und Halbach (stellvertretender Vorsitzender)
- Walter Rohland (stellvertretender Vorsitzender)[4]
- Friedrich Flick (Präsidiumsmitglied)
- Ernst Poensgen (Präsidiumsmitglied)
- Wilhelm Zangen (Präsidiumsmitglied)
- Paul Pleiger (Präsidiumsmitglied)
- Alfred Pott (Präsidiumsmitglied)
- Hans-Günther Sohl (Geschäftsführer)
- Eugen Langen (Geschäftsführer)

## Ziele und Aufgaben
Ziel war eine massive Erhöhung der Eisen- und Stahlerzeugung, bei gleichzeitiger Rationalisierung. Zwei Wochen nach seinem Amtsantritt hielt Röchling vor der Bezirksgruppe Südwest eine Rede über die zukünftigen Aufgaben der RVE, in der ausführte, dass an der Steigerung der Eisen- und Stahlerzeugung die „Zukunft der Privatwirtschaft hängt“ die sich in einem „Kampf der Systeme“ an der Ostfront bewähren müsse. Er führte aus:

„Bis zu Beginn des russischen Krieges war man in Deutschland der Meinung, unsere Wirtschaftsführung sei gut. Aber als man in den weiten Gefilden Rußlands gesehen hatte, mit welchen ungeheuren Mengen an Waffen und Munition die Russen uns gegenüber angetreten sind, fing man an stutzig zu werden. Zweifel stellten sich ein, ob die bisherige Methode richtig ist, daß alle sich untereinander balgen und sich dauernd streiten, zum Teil um lächerliche Dinge streiten, die für das Ergebnis des Krieges ganz unbedeutend sind [...] Als wir 20.000 Flugzeuge oder mehr vernichtet hatten, waren wir überrascht, daß die Russen immer wieder neue Flugzeuge verwenden. Wo kommen nur die vielen Motoren her? Alles schien in Russland weiterzulaufen. Bei solcher Erkenntnis hat sich auf einmal der Gedanke durchgesetzt, daß sich aus unserer Wirtschaft und aus unserem Volkskörper einschließlich der besetzten Gebiete wesentlich mehr Leistungen herausholen lassen.“

In derselben Rede sagte Röchling er müsse „befehlen“ und habe seine „Berechtigung zur Befehlsgewalt feststellen lassen“. Er könne „irgendwelche privaten Interessen“ nicht berücksichtigen. Er verlangte von allen Mitarbeiter eine Verpflichtungserklärung zu unterschreiben, „selbstlos und aufopfernd ohne Rücksicht auf ihre Privatinteressen und auch ohne Rücksicht auf die Interessen ihrer Firma“ alles zur Vermeidung unnötiger Verluste der Wehrmacht zu tun.
Im Verwaltungsrat der RVE wurde parlamentarisch abgestimmt. Jedes Mitglied hatte eine Stimme, bei Stimmengleichheit entschied der Vorsitzende. Willi A. Boelcke urteilt, dass sich die Wirtschaft nicht militärischer Kommandogewalt unterwerfen ließ, die Sachkenntnis der Wirtschaftler sei unentbehrlich gewesen.
Mit einer Rohstahlerzeugung von 1,8–2 Millionen Monatstonnen, konnte die Kapazität von 3,5 Millionen Tonnen wegen Kohlemangels nicht ausgenutzt werden. Man schätzte aber das eine Erhöhung der Produktion um 3–5 Prozent möglich sei, durch die Konzentration der verfügbaren Kohle auf weniger Werke.
Die RVE regulierte die gesamte Eisenwirtschaft Deutschlands und der besetzten Gebiete und stellte dazu Produktionspläne, Rohstoffversorgungs- und Transportpläne auf, führte technische und Rationalisierungverfahren und -maßnahmen ein, regulierte Absatz und Preise und schloss markregelnde Vereinbarungen. Laut Albert Speer war die Stahlproduktion „der größte Engpaß, über den die Rüstung gesteuert wurde“. Dies beziehe sich nicht auf den Rohstahl, sondern dem Qualitätsstahl, dem Siemens-Martin- und Elektrostahl. Nach Hans Kehrl traten Röchling, Krupp und Rohland in wichtigen Sitzungen meist gemeinsam auf wurde die „Heiligen Drei Könige“ genannt.
Speer berichtet das die SS unter Heinrich Himmler eine SS-eigene Industrie aufbauen wollte. Dazu zitiert er ein Dokument einer Besprechung am 3. Juni 1944 unter Vorsitz des Generalgouverneurs Hans Frank, bei dem der SS-Gruppenführer Wilhelm Koppe ausführte:

„Ich denke besonders an die Hochöfen und an die Mischerzgewinnung. Hier wollen wir den Reichsführer SS einschalten. Ich halte es für durchaus möglich, die Eisenförderung zu vergrößern. Aber die Konzerne und Trusts sehen es nicht gern, wenn im Generalgouvernement zuviel Eisenerz gefördert wird. Leider können die führenden Männer an halbamtlicher Stelle wirkungsvoll tätig werden, und das einfach nicht zulassen. Deswegen würde ich es für richtig halten, hier einige Stahlwerke aufzuziehen, die mit diesem Interessenklüngel nichts zu tun haben. Wir errichten Hochöfen da, wo wir es für nötig halten. Die Herren Röchling u. a. haben offenbar die Befürchtung, daß eine zu starke Verlagerung nach dem Osten vor sich geht.“

## Einschätzung
Der marxistische Historiker Dietrich Eichholtz interpretiert die RVE im Rahmen der Theorie staatsmonopolistischen Kapitalismus. Für ihn waren die RVE und die Reichsvereinigung Kohle „eine Art Mittelding zwischen Fachministerium und Supertrust“, mit denen sich die deutschen Monopole ein Instrument der Regulierungsgewalt geschaffen haben.
Für Rolf-Dieter Müller schützte die Industrie in der RVE hingegen „ihre Interessen und ihre Überlebensfähigkeit gegenüber den uferlosen Ansprüchen der politischen Führung“. Von einer „Verschmelzung von Staats- und Monopolmacht“ könne daher in diesem Zusammenhang kaum gesprochen werden.
Gerhard Mollin spricht hingegen von einem „totalitären, halbstaatlichen Superkartell“ mit dem auch die Montankonzerne fest in die Befehlswirtschaft der Nazis eingebunden, worden wären.